# Reina del Cid
Rachelle Cordova, née le 8 mars 1988, connue sous son nom de scène Reina del Cid, est une chanteuse, auteure, et compositrice américaine. Elle fait partie du groupe folk/rock homonyme originairement basé à Minneapolis, dans le Minnesota, aux États-Unis, et installé depuis 2020 à Los Angeles, en Californie.

## Biographie
Reina del Cid et son groupe ont sorti trois albums studio : Blueprints, plans en 2012, The Cooling en 2015, et Rerun City en 2017.
Les deux derniers albums ont été enregistrés chez Pachyderm Studios,,.
Des chansons de son deuxième album ont été diffusées sur la National Public Radio (NPR). Le single Death Cap et son clip vidéo, filmé en Islande, a figuré dans le magazine Paste.
Après un diplôme en littérature anglaise de l'université du Minnesota en 2010, elle a travaillé comme assistante éditoriale pour University of Minnesota Press.
Son nom de scène fait référence à la littérature espagnole : elle a nommé sa guitare « El Cid » d'après le noble castillan du même nom, et son nom « Reina », la reine de sa guitare,,.
Reina del Cid et son groupe ont développé une importante communauté sur leur chaîne YouTube. Elle y publie régulièrement des chansons originales et des reprises dans sa série de vidéo, Sunday Mornings with Reina del Cid (les dimanches matins avec Reina del Cid).
En juillet 2019, Reina del Cid annonce la sortie de son album Morse Code. Il sort officiellement le 4 octobre 2019 à l'occasion d'un concert au Cedar Cultural Center de Minneapolis, ce concert est retransmis en direct sur le site Crowdcast. 
Reina del Cid sort officiellement le 29 avril 2022 son cinquième album 'Candy Apple Red'. 
Le 15 juillet 2023, elle crée une chaîne YouTube sous son vrai nom, Elle Cordova 

## Membres du groupe
- Reina del Cid, chant et guitare rythmique
- Toni Lindgren, guitare et chant
- Andrew Foreman, basse
- Nate Babbs, batterie

## Anciens membres
- Chris Wiberg, basse
- Zach Schmidt, batterie
- Clay Whitney, batterie

## Discographie
- Blueprints, plans - sorti le 15 septembre 2012
- The Cooling - sorti le 16 juin 2015
- Rerun City - sorti le 8 décembre 2017
- Morse Code - sorti le 4 octobre 2019
- Candy Apple Red - sorti le 29 avril 2022